# Michaela Merten
Michaela Merten, all'anagrafe Michaela Mazac (Karlovy Vary, 31 luglio 1964) è un'attrice e imprenditrice tedesca.

## Biografia
Michaela Merten nasce in Repubblica Ceca e cresce a Stoccarda e Monaco di Baviera, dove frequenta corsi di balletto e teatro. La recitazione inizia con la Max-Reinhardt-Seminar a Vienna. Dal 1985 interpreta diversi ruoli in serie televisive come Der Alte, Siska, L'ispettore Derrick e Un caso per due. Nel 1997 interpreta la protagonista in Katrin ist die Beste.
Come cantante incide nel 1999 l'album Ich, seguirà Für Dich! (2006) poi Angels love you (2010).
Dal 1992 è sposata con l'attore Pierre Franckh e hanno una figlia.

## Filmografia
- 1985: Gastspieldirektion. Gold TV, Regia: Dietrich Haugk
- 1986: Junger Frühling. Kino Hauptrolle, Regia: Alex Leidenfrost
- 1986: Ringstraßenpalais. TV, Regia: Rudolf Nussgruber
- 1986: Czech Made. TV, Regia: John Hough
- 1987–2006: Der Alte
  - Der Stichtag. (1987)
  - Am helllichten Tag. (1995)
  - Blumen des Todes. (1996)
  - Der Mordauftrag. (1997)
  - Auftrag für einen Mord. (1999)
  - Schrecklicher Irrtum. (2000)
  - Verschmähte Liebe. (2001)
  - Die Liebe stirbt zuerst. (2003)
  - Die Maske. (2004)
  - Der Filmriss. (2005)
  - Angst. (2005)
- 1987: Das Ohr., Regia: Pavel Kohout
- 1990: Solo für Georg.
- 1991: Neue weißblaue Geschichten – Weihnachten
- 1992: Unsere Hagenbecks – Überraschende Ereignisse, Regie: Hans-Werner Schmidt
- 1993: Happy Holiday – Liebe auf den zweiten Blick, Regie: Erich Neureuther
- 1993–1994: Der Salzbaron
  - Verwirrte Gefühle. (1993)
  - Fremde Welten. (1994)
- 1994: Aus heiterem Himmel – Volltreffer, Regie: Gloria Behrens
- 1994: Schwarze Tage. Hauptrolle, Regie: Nikolaus Leytner
- 1994: Die Kommissarin – Blutsbande, Regie: Jörg Grünler
- 1994: Stadtindianer – Teufelsbrut.
- 1994: Etwas am Herzen.
- 1995: Dr. Stefan Frank.
- 1995–2003: Uncaso per due
  - Konkurs. (1995)
  - Bremsversagen. (2003)
- 1995: Der Mann ohne Schatten
- 1995: Der Bergdoktor – Schweigepflicht
- 1996–1998: L'ispettore Derrick
  - Riekes trauriger Nachbar. (1996)
  - Pornocchio. (1997) Hauptrolle
  - Das Abschiedsgeschenk. (1998)
- 1997: Katrin ist die Beste – Überraschungsbesuch. (30 ep.)
- 1997: Die falsche Prinzessin. Regia: Lamberto Bava
- 1998–2004: Siska
  - Tod einer Würfelspielerin. (1998)
  - Der Erlkönig. (2000)
  - Die Hölle des Staatsanwalts. (2001)
  - Im Schatten des Mörders. (2001)
  - Die Braut aus dem Nichts. (2002)
  - Im Schatten des Mörders. (2002)
  - Abgrund. (2003)
  - Die Schlangengrube. (2004)
- 1998: Der Bulle von Tölz: Mord im Irrenhaus
- 1998: Pensando d'all Africa. Hauptrolle – Italienische Koproduktion, Regia: Ruggero Deodato
- 1999: Urlaub auf Leben und Tod. Hauptrolle
- 2000: Und das ist erst der Anfang. Kino
- 2002: Tatort: Heiße Grüße aus Prag
- 2003: Wilder Kaiser – Herzen in Gefahr
- 2003: Edel & Starck
- 2004: Unser Charly
- 2007: Die Rosenheim-Cops – Der Jäger ist des Jägers Tod

## Teatro (parziale)
Theater in der Josefstadt (1985)
- Sie spielen unser Lied, Regie Wilhelm Milie
- Großstadtkinder, Regie Sam Cayne

Schauspielhaus Graz (1987)
- Stars and Types, Regie Michael Wallner

Staatstheater-Goethetheater Bremen  (1989–1990)
- Kampf des Negers mit den Hunden[3]

Staatsschauspiel Bonn (1991)
- Alice im Bett[4]

Theater im Schnoor (1991)
- Die furchtbaren Apfelkerne der Wirklichkeit

Schlachthof-Theater (1991)
- Mercedes von Thomas Brasch, Regie Hans-Otto Zimmermann[5]

## Audiolibri (parziale)
- 2006: Meine Innere Weisheit
- 2007: Lustvoll Lieben
- 2007: Glücksregeln Für die Liebe
- 2008: Das Gesetz der Resonanz
- 2010: Einfach glücklich sein. Sieben Schlüssel zur Leichtigkeit des Seins
- 2012: Einfach erfolgreich sein: Der Bestseller – gelesen von Pierre Franckh und Michaela Merten
- 2013: Achtsamkeit: Die Heilkraft einer achtsamen Lebensführung
- 2013: Selbstvertrauen
- 2013: Selbstliebe: Liebe deine Seele und deinen Körper
- 2013: Ein- und Durchschlafen: Loslassen und sanft Einschlafen
- 2013: Loslassen: Gesundheit durch regelmäßige Entspannung
- 2014: Das kleine Buch vom Schutz der Seele.
- 2016: Herzensweisheiten
- 2016: Liebe deinen Körper: Positive Affirmationen für einen gesunden Körper
- 2016: Erfolgreich wünschen: Sieben Regeln wie Träume wahr werden
- 2016: Heile deine Gedanken: Werde Meister deines Schicksals

## Opere

### Libri
- Das Sternenmädchen. Koha, Burgrain 2001, ISBN 3-929512-16-5
- Wasser – die Glücksformel für Schönheit und Gesundheit. Knaur, München 2004, ISBN 3-426-66979-X
- 20 Jahre 40 bleiben. Knaur, München 2005, ISBN 3-426-64246-8
- Für Dich! Kreuz, Stuttgart 2006, ISBN 3-7831-2698-3
- Bade-Wonnen. Pattloch, München 2006, ISBN 3-629-10149-6
- Seelen-Coaching. Wege zu Gelassenheit und Lebensfreude. Goldmann, München 2006, ISBN 3-442-33761-5
- Der ganz alltägliche Beziehungswahnsinn. Was er denkt und was sie meint. Mit Pierre Franckh. Hugendubel, München 2007, ISBN 3-7205-4000-6
- Botschaften für die Seele: 7 Schlüssel für innere Balance. AG Müller Urania, Darmstadt 2007, ISBN 3-03819-316-X.
- Engel lieben dich. Königsfurt-Urania Verlag, Krummwide 2008, ISBN 978-3-7831-9051-9
- Mein Kneipp-Buch. Südwest Verlag 2010, ISBN 3-517-08578-2
- Glückskalender 2013. Irisiana Verlag, München 2012, ISBN 978-3-424-15154-1
- Vom Glück des stillen Seins: Meine 22 besten Meditationen. Irisiana Verlag, München 2014, ISBN  978-3424152333

### CD
- Ich, Mercury 1999
- Für Dich!, Kreuz 2006
- Angels love you, Silenzio 2010

### Set carte
- Botschaften für die Seele. 7 Schlüssel zur inneren Balance. Königsfurt-Urania 2007, ISBN 3-03819-316-X
- Engel lieben dich. Königsfurt-Urania 2008, ISBN 3-86826-101-X